# Goodeidae
Goodeidae là một họ cá trong bộ cá chép răng (Cyprinodontiformes) gồm các loài bản địa của khu vực tây trung Mexico và một vài vùng ở Hoa Kỳ (Nevada). Họ cá này có khoảng 49 loài được xếp trong 18 chi  Tên gọi của họ cá này đặt ra để vinh danh một nhà khoa học tên là George Brown Goode.

## Các chi
Dưới đây là các chi cá của họ Goodeidae:
Phân họ Empetrichthyinae:
- Crenichthys: 2 loài.
- Empetrichthys: 2 loài.

Phân họ Goodeinae:
- Allodontichthys: 4 loài.
- Alloophorus: 1 loài (Alloophorus robustus)
- Allotoca: 8 loài.
- Ameca: 1 loài (Ameca splendens).
- Ataeniobius: 1 loài (Ataeniobius toweri).
- Chapalichthys: 3 loài.
- Characodon: 3 loài.
- Girardinichthys: 3 loài.
- Goodea: 3 loài.
- Hubbsina: 1 loài (Hubbsina turneri).
- Ilyodon: 5 loài.
- Skiffia: 4 loài.
- Xenoophorus: 1 loài (Xenoophorus captivus).
- Xenotaenia: 1 loài (Xenotaenia resolanae).
- Xenotoca: 3 loài.
- Zoogoneticus: 3 loài.